# The End of Days (álbum de Abney Park)
The End of Days es el duodécimo álbum de estudio de Abney Park y el tercero de temática Steampunk.

## Lista de canciones
| N.º | Título                                                 | Duración |  |
| 1.  | «The End of days»                                      | 3:24     |  |
| 2.  | «Neobedouin»                                           | 3:41     |  |
| 3.  | «The Wrath of Fate»                                    | 3:05     |  |
| 4.  | «I’ve Been Wrong Before»                               | 2:54     |  |
| 5.  | «Inside the Cage»                                      | 0:21     |  |
| 6.  | «Fight or Flight»                                      | 3:15     |  |
| 7.  | «Victorian Vigilante»                                  | 4:12     |  |
| 8.  | «Chronograph»                                          | 0:32     |  |
| 9.  | «Letters Between a Little Boy and Himself as an Adult» | 3:47     |  |
| 10. | «Beautiful Decline»                                    | 4:04     |  |
| 11. | «Off the Grid»                                         | 2:36     |  |
| 12. | «To The Apocalypse in Daddy's Sidecar»                 | 4:02     |  |
| 13. | «Space Cowboy»                                         | 3:11     |  |

## Lanzamiento digital
El álbum fue lanzado para descargar en formato digital el 2 de noviembre de 2010, tres semanas después del lanzamiento del álbum en físico.
- Robert Brown - voz, derbake, acordeón diatónico, armónica, buzuki
- Kristina Erickson - teclado, piano
- Nathaniel Johnstone - guitarra, violín, mandolina
- Daniel Cederman - bajo, guitarra acústica
- Jody Ellen - voces secundarias

Artistas invitados
- Richard López - trombón, flauta alto
- Carey Rayburn - trompeta
- Erica “Unwoman” Mulkey - chelo

## Curiosidades
Anticipando lo peor, un padre y su joven hija se alejan de las grandes ciudades, para evitar el próximo ataque nuclear. Este es el video musical de "To The Apocalypse In Daddies Sidecar", con el Capitán Robert y su hija Chloe Brown interpretándose a ellos mismos. Cuando Chloe estaba en preescolar, su maestra le preguntó: "Si pudieras ir con alguien a cualquier parte del mundo ahora, ¿a dónde irías?". Chloe respondió: "¡Al Apocalipsis en el Sidecar de papá!".